# Davis Allen
Davis Allen (Calhoun, Georgia; 3 de febrero de 2001) es un jugador profesional estadounidense de fútbol americano, se desempeña en la posición de tight end en Los Angeles Rams, en la National Football League (NFL).

## Carrera
Hizo su debut profesional con el equipo Los Angeles Rams, lleva jugando una temporada, comenzó en el 2023.